# Goerodes sjoestedti
Goerodes sjoestedti är en nattsländeart som först beskrevs av Georg Ulmer 1908.  Goerodes sjoestedti ingår i släktet Goerodes och familjen kantrörsnattsländor. Inga underarter finns listade i Catalogue of Life.